# Zr.Ms. Schiedam (1986)
De Zr.Ms. Schiedam (M 860) is een Nederlandse mijnenjager van de Alkmaarklasse en het achtste schip, bij de Nederlandse marine, dat vernoemd is naar de Zuid-Hollandse plaats Schiedam. Het schip is gebouwd door de scheepswerf Van der Giessen de Noord in Alblasserdam.